# Daniel Heck (Schauspieler)
Daniel Heck (* 31. März 1983 in Köln) ist ein deutscher Schauspieler.

## Leben
Daniel Heck absolvierte nach dem Abitur von 2003 bis 2006 eine Schauspielausbildung am Deutschen Zentrum für Schauspiel und Film in Köln, die er 2007 mit der Bühnenreifeprüfung abschloss. Während seiner Ausbildung gastierte er am Theater „Das Spielbrett“ in Köln.
Ab der Spielzeit 2007/08 war er bis 2009 zwei Jahre festes Ensemblemitglied am Theater Koblenz, wo er mit Annette Wolf, Annegret Ritzel, Boris Weber und Werner Tritzschler arbeitete. In der Spielzeit 2009/10 gastierte er, an der Seite von Shadi Hedayati, in der Produktion Türkisch Gold (Autorin: Tina Müller) am Grenzlandtheater Aachen. 2010 spielte er am Tanzhaus Köln mit der Tänzerin Yoshiko Waki in der Uraufführung der Produktion Die Verschwörungspraktiker.
Ab Mai 2010 war Heck Gast an den Bühnen der Stadt Frankfurt in der Produktion Wilhelm Meister. Eine theatralische Sendung in der Regie von Ulrich Rasche. In der Spielzeit 2010/11 spielte er am Schauspiel Frankfurt in einer Inszenierung von Günter Krämer den König von Frankreich in König Lear. 2011 wirkte er bei den Salzburger Festspielen als Schauspieler in Christof Loys Inszenierung der Oper Die Frau ohne Schatten mit.
In der Spielzeit 2011/12 gastierte Heck am Theater Krefeld in dem Stück Ronja Räubertochter als Birk. Ab 2012 spielte er an der Seite von Birge Schade in einer Tourneeproduktion der Konzertdirektion Landgraf unter der Regie von Volker Hesse die Rolle des James Keller, den Halbbruder von Helen Keller, in dem Bühnenstück Licht im Dunkel von William Gibson. 2013 übernahm er am Stadttheater Fürth die Rolle des Claudio in Maß für Maß, bei der u. a. Heiko Ruprecht, Michael Vogtmann und Nikola Norgauer seine Partner waren. In der Spielzeit 2015/16 trat er am Grenzlandtheater Aachen als Jim Vane in einer Bühnenfassung von Das Bildnis des Dorian Gray auf. 2016 spielte er unter der Regie von Peter Bause in einer Tournee-Produktion der Konzertdirektion Landgraf in dem Brecht-Stück Der kaukasische Kreidekreis. 2016 gastierte er am Fritz Rémond Theater im Zoo in Frankfurt am Main in dem Sozialdrama Ein Inspektor kommt von John Boynton Priestley. In der Spielzeit 2017/18 gastierte er am Theater Hagen. 2019 trat er am Gostner Hoftheater in der Titelrolle der Produktion Der gewissenlose Mörder Hasse Karlsson von Henning Mankell (Regie: Marco Steeger) auf.
Heck arbeitet gelegentlich auch für Film und Fernsehen. Er wirkte seit 2005 in einigen Kurzfilmen und Diplomfilmen mit. In der RTL-Fernsehserie 112 – Sie retten dein Leben (2009) stand Daniel Heck in einer Episodenrolle vor der Kamera. 2015 übernahm er als Matz Homburg eine Gastrolle in der Serie Alles was zählt.
Daniel Heck ist der Bruder der Schauspielerin Lisa Heck. Er lebt in Berlin.

## Theater (Auswahl)
- 2007/08: Pünktchen und Anton, Rolle: Anton, Regie: Annette Wolf, Theater Koblenz
- 2007/08: Die chinesische Nachtigall nach Hans Christian Andersen, Rolle: Haushofmeister, Regie: Annegret Ritzel, Theater Koblenz
- 2008: König Lear, Rolle: Siward, Regie: Annegret Ritzel, Theater Koblenz
- 2008/09: Bremer Stadtmusikanten, Rolle: Esel, Regie: Boris Weber, Theater Koblenz
- 2008/09: Merlin oder Das wüste Land, Rolle: Sir Beauface, Regie: Annegret Ritzel, Theater Koblenz
- 2009: Mutter Courage und ihre Kinder, Rolle: Soldat, Regie: Werner Tritzschler, Theater Koblenz
- 2009/10: Türkisch Gold von Tina Müller, Rolle: Jonas, Regie: Ingrid Gündisch, Grenzlandtheater Aachen
- 2010: Die Verschwörungspraktiker von Yoshiko Waki, Rolf Baumgart und Daniel Schüßler, Regie: Daniel Schüßler, Rolle: John Lennon, Tanzhaus Köln
- 2010/11: Wilhelm Meister. Eine theatralische Sendung, Rolle: Chor, Regie: Ulrich Rasche, Schauspiel Frankfurt
- 2010/11: König Lear, Rolle: König von Frankreich, Regie: Günter Krämer, Schauspiel Frankfurt
- 2011: Die Fledermaus, Rolle: Murray, Regie: Christof Loy, Oper Frankfurt
- 2011: Die Frau ohne Schatten, Regie: Christof Loy, Salzburger Festspiele
- 2011/12: Ronja Räubertochter, Rolle: Birk Borkasohn, Regie: Gerald Gluth-Goldmann, Theater Krefeld/Mönchengladbach
- 2012: Licht im Dunkel, Rolle: James Keller, Regie: Volker Hesse, Stadttheater Fürth und Tournee
- 2013: Maß für Maß, Rolle: Claudio, Regie: Ingrid Gündisch, Stadttheater Fürth
- 2015/16: Das Bildnis des Dorian Gray, Rolle: Jim Vane, Regie: Udo Schürmer, Grenzlandtheater Aachen
- 2016: Der kaukasische Kreidekreis, Rolle: N.N., Regie: Peter Bause, Konzertdirektion Landgraf, Tournee
- 2016: Ein Inspektor kommt, Rolle: Eric Birling, Regie: Thomas Weber-Schallauer, Fritz Rémond Theater im Zoo, Frankfurt am Main
- 2017/18: König Drosselbart, Rolle: Hund Karlo, Regie: Jan Friedrich Eggers, Theater Hagen
- 2017/18: Wie im Himmel von Kay Pollak, Rolle: Tore, Regie: Thomas Weber-Schallauer, Theater Hagen
- 2018: Die Csárdásfürstin, Rolle: Er / Der Tod, Regie: Thomas Weber-Schallauer, Staatstheater Cottbus
- 2019: Der gewissenlose Mörder Hasse Karlsson von Henning Mankell, Rolle: Hasse Karlsson, Regie: Marco Steeger, Gostner Hoftheater
- 2020: Wenn Musik der Liebe Nahrung ist, spielt weiter nach William Shakespeare, Rollen: Orlando / Romeo, Regie: Charlie Braun, Pyrmonter Theater Companie

## Filmografie (Auswahl)
- 2009: 112 – Sie retten dein Leben (Fernsehserie, eine Folge)
- 2011: CSI: Kowelenz – Zwei Leichen ist eine zu viel
- 2013: Fliegen lernen (Fernsehfilm)
- 2015–2017: Alles was zählt (Fernsehserie, drei Folgen)
- 2017: Stille Begegnung (Kurzfilm)
- 2018: Omega